# Хаммарберг, Томас
Томас Хаммарберг (швед. Thomas Hammarberg, родился 2 января 1942 года) — шведский дипломат и активист движения за права человека. 1 апреля 2006 года был избран Комиссаром Совета Европы по правам человека, сменив на этом посту Альваро Хиль-Роблеса.

## Биография
До своего назначения Томас Хаммарберг в течение нескольких десятилетий занимался проблемой соблюдения прав человека. Он был генеральным секретарем Amnesty International (1980—1986), генеральным секретарём организации «Спасите детей Швеции»(1986—1992), послом шведского правительства по гуманитарным вопросам (1994—2002), генеральным секретарем Стокгольмского Международного центра Улофа Пальме (2002—2005). Он получил в 1977 году от имени Amnesty International Нобелевскую премию мира.
В период между 1996 и 2000 годом он был назначен представителем Генерального секретаря ООН Кофи Аннана по правам человека в Камбодже. В 2001—2003 году Томас Хаммарберг выступал в качестве регионального советника по Европе, Центральной Азии и Кавказу для Верховного комиссара ООН по правам человека. Он также участвовал в Рабочей группе по проблемам беженцев ближневосточного конфликта.
После истечения мандата комиссара СЕ Хаммарберг стал экспертом ООН по правам человека в Приднестровье.
Хаммарберг известен большим количеством публикаций по различным вопросам прав человека, и особенно о правах ребёнка, политике в отношении беженцев, проблемы меньшинств, ксенофобии, прав цыган, а также международным делам и безопасности. Он также известен своими презентациями и лекциями по правам человека на различных межправительственных и научных конференциях.

## Награды
- Медаль Мхитара Гоша (16 декабря 2021 года, Армения) — за значительный вклад в установление, укрепление и развитие дружественных отношений с Республикой Армения, защиту общечеловеческих ценностей[3].